# Satana (film 1920)
Satana è un film muto del 1920 in tre episodi, diretto da Friedrich Wilhelm Murnau.
Anche questo film di Murnau è andato perduto. Solo pochi metri di una pellicola riproducente il primo episodio sono sopravvissuti fino ad oggi e sono conservati presso la Cinémathèque Française di Parigi.
Si tratta di un film a episodi, forse influenzato da Intolerance di D. W. Griffith. A documentazione del film è rimasto uno scritto di Robert Wiene simile a una sceneggiatura e molto dettagliato.

## Episodi
Tra i protagonisti, nel ruolo di Lucifero in tutti e tre gli episodi che compongono il film, l'attore Conrad Veidt.

### Primo episodio:Il tiranno(Der Tyrann)

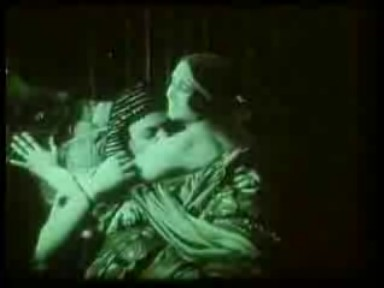
Un fotogramma tratto dall'episodio Il tiranno

Il primo episodio del film è ambientato nell'antico Egitto.
Il cast è composto da:
- Fritz Kortner: Faraone Amenhotep
- Sadjah Gezza: Nouri
- Ernst Hofmann: Jorab
- Margit Barnay: Phani, moglie del faraone
- Conrad Veidt: Eremita e Lucifero

### Secondo episodio:Il principe(Der Furst)
Il secondo episodio è ispirato all'opera Lucrezia Borgia di Victor Hugo.
Il cast è composto da:
- Else Berna: Lucrezia Borgia
- Kurt Ehrle: Gennaro
- Conrad Veidt: Gubetta e Lucifero
- Jaro Fürth
- Ernst Stahl-Nachbaur

### Terzo Episodio:Il conquistatore(Der Eroberer)
Il terzo episodio si svolge nella Zurigo del 1917, in concomitanza della Rivoluzione Russa.
Il cast è composto da:
- Martin Wolfgang: Hans
- Marija Leiko: Irene
- Conrad Veidt: Wladimir e Lucifero
- Elsa Wagner
- Max Kronert

## Prima
La prima proiezione del film avvenne intorno al 30 gennaio 1920 al Richard Oswald-Lichspiele a Berlino.